# Міхаель Юнг
Міхаель Юнг  (нім. Michael Jung, 31 липня 1982) — німецький вершник, триразовий олімпійський чемпіон.

## Виступи на Олімпіадах

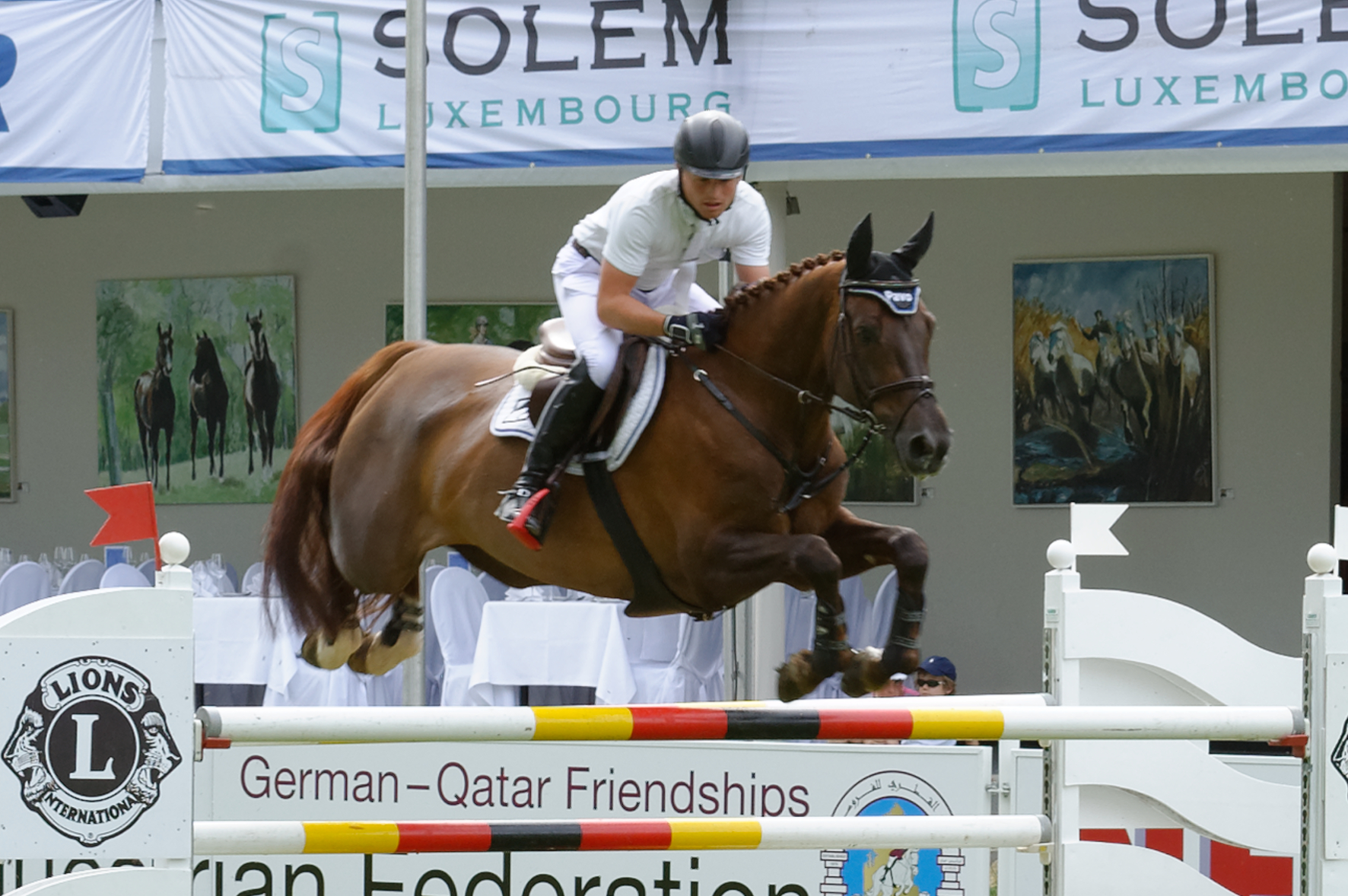
Internationales Pfingstturnier Wiesbaden 2014

| Олімпіада   | Дисципліна           | Місце |
| ----------- | -------------------- | ----- |
| Лондон 2012 | триборство, особисті | 1     |
| Лондон 2012 | триборство, командні | 1     |
| Ріо 2016    | триборство, особисті | 1     |
| Ріо 2016    | триборство, командні | 2     |

## Зовнішні посилання
- Досьє на sport.references.com [Архівовано 12 серпня 2012 у Wayback Machine.]

1. ↑  Olympedia — 2006.